# Sky Sport Basket
Sky Sport Basket è un canale televisivo tematico italiano dedicato esclusivamente al mondo della pallacanestro prodotto da Sky Italia. Fino al 1º luglio 2025 il canale si chiamava Sky Sport NBA ed era interamente dedicato al mondo dell'NBA.
È visibile a tutti gli abbonati al pacchetto "Sky Sport" e trasmette in diretta fino a 12 partite a giornata di NBA per un totale di 350 partite a stagione esclusi i play-off. Alcune partite sono visibili con il commento in inglese, mentre altre hanno il commento in italiano.

## Storia
Il canale è stato lanciato il 2 luglio 2018. Dipende dalla testata Sky Sport.
Il 12 agosto 2018 si trasferisce dalla numerazione 205 alla 206.
Il 1º luglio 2021, in seguito a una riorganizzazione dei canali Sky Sport, si trasferisce dalla LCN 206 alla LCN 209.

## Diritti TV
- NBA (fino al 2026)